# Бражново
Бражново — деревня в Палехском районе Ивановской области. Входит в Пеньковское сельское поселение.

## География
Находится в восточной части Палехского района, в 21 км к востоку от Палеха (27 км по автодорогам).

## Население
| 1859 | 1905 | 2010 |
| ---- | ---- | ---- |
| 139  | ↗154 | ↘25  |